# مت السون
مت السون (انگلیسی: Matt Ellson؛ 10 July 1890 – ۱۹۵۸ (۶۷−۶۸ سال)) بازیکن فوتبال بود.